# Zagorje ob Savi
 Zagorje ob Savi  est une commune située dans la région de Basse-Styrie en Slovénie.

## Géographie
La commune est localisée au centre de la Slovénie dans la vallée de la rivière Save.

### Villages
Les villages qui composent la commune sont Blodnik, Borje pri Mlinšah, Borje, Borovak pri Podkumu, Brezje, Breznik, Briše, Dobrljevo, Dolenja vas, Dolgo Brdo pri Mlinšah, Družina, Čemšenik, Čolnišče, Golče, Gorenja vas, Hrastnik pri Trojanah, Izlake, Jablana, Jarše, Jelenk, Jelševica, Jesenovo, Kandrše, Kisovec, Kolk, Kolovrat, Konjšica, Kostrevnica, Kotredež, Log pri Mlinšah, Loke pri Zagorju, Mali Kum, Medija, Mlinše, Mošenik, Orehovica, Osredek, Padež, Podkraj pri Zagorju, Podkum, Podlipovica, Polšina, Potoška vas, Požarje, Prapreče, Ravenska vas, Ravne pri Mlinšah, Razbor pri Čemšeniku, Razpotje, Rodež, Rove, Rovišče, Rtiče, Ržiše, Selo pri Zagorju, Senožeti, Sopota, Šemnik, Šentgotard, Šentlambert, Šklendrovec, Tirna, Vidrga, Vine, Vrh pri Mlinšah, Vrh, Vrhe, Zabava, Zabreznik, Zagorje ob Savi, Zavine, Zgornji Prhovec, Znojile et Žvarulje.

## Démographie
Entre 1999 et 2021, la population de la commune est restée relativement stable avec une population proche de 17 000 habitants,.
Évolution démographique
| 1999   | 2000   | 2001   | 2002   | 2003   | 2004   | 2005   | 2006   | 2007   |
| ------ | ------ | ------ | ------ | ------ | ------ | ------ | ------ | ------ |
| 17 177 | 17 168 | 17 211 | 17 212 | 17 217 | 17 173 | 17 086 | 17 116 | 17 150 |
| 2008   | 2009   | 2010   | 2011   | 2012   | 2013   | 2014   | 2015   | 2016   |
| 17 229 | 17 098 | 17 082 | 17 044 | 17 013 | 16 901 | 16 775 | 16 717 | 16 650 |
| 2017   | 2018   | 2019   | 2020   | 2021   |        |        |        |        |
| 16 575 | 16 504 | 16 434 | 16 439 | 16 379 |        |        |        |        |

## Sports
Le RK Zagorje évolue en Championnat de Slovénie de handball féminin depuis de nombreuses saisons. En remportant le titre en 2016, le club a mis fin à la domination du RK Krim qui avait remporté les 21 précédents championnats.